# Alfonso Meomartini
Alfonso Meomartini (Reino, 11 novembre 1841 – Benevento, 22 gennaio 1918) è stato un pubblicista, storico e politico italiano.

## Biografia
Figlio di Giuseppe Nicola consigliere provinciale e sindaco di Reino e di Luisa Giampietro, fratello dell'archeologo Almerico Meomartini  e del magistrato Francesco, studiò al collegio dei Padri Scolopi di Benevento sin dall'età di otto anni e si laureò poi in giurisprudenza presso l'Università di Napoli ove iniziò a lavorare sotto la guida di Gaetano Petitti tra i massimi civilisti partenopei.
Tornato a Benevento vi esercitò la professione di avvocato, ottenendo più volte incarichi legali dalla curia napoletana e beneventana quale esperto di diritto canonico. 
Patrocinò alla Corte di Appello a Napoli e in Cassazione  a Roma  in favore o contro  note famiglie beneventane ed enti pubblici tra cui il Municipio, la Provincia, il Liceo Giannone, la Banca Cooperativa e la Banca del popolo, l'Intendenza di Finanza,  il Seminario Arcivescovile, il Capitolo metropolitano e la Società Operaia di Benevento, nonché la Banca popolare cooperativa di Napoli, e  le congreghe di carità di Colle Sannita, Campolattaro e Circello, 
In tale ambito diede alle stampe circa un centinaio di monografie giuridiche che si aggiunsero ad altre opere di carattere generale.
Lungamente attivo nella politica in ambito provinciale, fu anche giornalista e autore di un importante testo sulla storia dei comuni sanniti.
Alfonso Meomartini fu colpito da emiplegia nel 1901 e visse infermo per diciassette anni "inchiodato sopra una sedia di dolori e di tormenti ma conservando intatte le facoltà tutte del suo intelletto e la memoria feconda come nei tempi passati" (Luigi Maria Foschini), finché morì di polmonite. 
Riposa in una monumentale tomba al cimitero di Benevento accanto al fratello Almerico.

## Attività politica
Partecipò alla politica locale interessandosi alla legge comunale e provinciale (Pensieri e proposte sulla riforma comunale e provinciale, editore D'Alessandro, 1885) e nella stessa epoca criticò il sistema elettorale nazionale vigente e le modifiche introdotte dalla nuova legge amministrativa per aver affidato la formazione delle liste elettorali all'autorità amministrativa anziché a quella giudiziaria, dichiarandosi altresì a favore dell'introduzione del collegio uninominale.
Propose inoltre l'incompatibilità della carica di deputato nazionale con quelle rivestite nei consigli comunali e provinciali, allo scopo di evitare l'ingerenza dei parlamentari nelle amministrazioni locali e, soprattutto, con sorprendente lungimiranza, si disse contrario all'indennità parlamentare, che venne approvata in quegli anni, sostenendo - giustamente - che lo stipendio ai politici avrebbe prodotto il decadimento della politica senza contare che se approvata avrebbe contribuito solo ad ingrossare il passivo dei bilanci dello Stato. 
Sostenne infatti, in linea generale, che il governo avrebbe dovuto seguire una politica economica più accorta, tutelando maggiormente l’agricoltura e le classi deboli, ed eliminando una serie di spese superflue. In quest'ottica quindi, già negli ultimi due decenni dell'Ottocento si interessò attivamente al dibattito politico sulla politica coloniale (sin dal 1882)  mostrandosi alquanto critico e in particolare - nel dare all’emigrazione la colpa dell’impoverimento dell’agricoltura italiana, con enormi quantità di terreni lasciati incolti per mancanza di manodopera - si disse fermamente contrario alla politica di colonizzazione dell’Africa sin da quando iniziarono le prime spedizioni. 
Con lo stesso ardore sostenne anche una più giusta distribuzione delle imposte ed una semplificazione della già allora intricata burocrazia statale. 
Nel 1886, nel 1891 fu candidato alle elezioni politiche nel Collegio di San Bartolomeo in Galdo, senza però essere eletto e distanziando di trecento voti il vincitore professor Leonardo Bianchi senatore e già ministro.
Continuò poi, nonostante la sopraggiunta infermità, a seguire le attività del Consiglio Provinciale di Benevento per il quale redasse il Regolamento organico dell'amministrazione provinciale (1913).

## Attività da giornalista e storico
Come giornalista Meomartini scrisse per decenni sulla Gazzetta di Benevento, trattando tra l'altro dei problemi di viabilità e assistenza nel Sannio, nonché delle riforme giudiziaria e legislativa. .
Si interessò poi dei problemi dell'emigrazione e della crisi economica dell'Italia meridionale, sottolineando la presenza di ampie estensioni di terreno lasciato incolto per mancanza di manodopera a seguito del fenomeno migratorio, scrivendo nel suo programma elettorale del 1890:
«Non vi ha comune o comunello della provincia nostra o delle altre che non abbia agenti d'emigrazione per conto di società di navigazione, e dovunque vi è il cartellone su cui è raffigurato un piroscafo fumante che invita i lavoratori a traghettare per le Americhe. L'unico scopo è il lucro sull'emigrante, il lucro sui ‘noli’.
In Italia abbiamo un esodo continuo delle migliori braccia necessarie all'agricoltura. E l'impulsione a questo esodo, a questa emigrazione, è tutta artificiale, è tutta opera delle cointeressate società di navigazione e dei loro agenti. Altri creda pure che questo sia un bene. Io lo credo il maggiore dei mali. Altri creda che sia effetto del disagio economico. Io credo sia la causa primiera del disagio medesimo».
Accorto studioso di storia locale compì dal 1870 al 1888 minuziose ricerche su tutti i 77 comuni della provincia di Benevento, pubblicati nella rubrica "Cenni cronistorici sui paesi del Sannio" sulla "Gazzetta di Benevento" e raccolti successivamente nel volume I comuni della provincia di Benevento. Storia, cronaca, illustrazione, editore Giuseppe De Martini, 1907. A causa della grave infermità che lo rese invalido sin dal 1901, il saggio venne curato dal fratello Almerico nel rispetto di quanto da lui scritto. ovvero "che la storia, come la cronaca, non si inventino, ma si scrivano in base alle fonti più certe".
Il libro - frutto di ricerche personali in loco e senza ausilio di altre precedenti fonti bibliografiche - è stato più volte riedito per circa ottant'anni fino al 1985 e resta tuttora - in molti casi - unico strumento storico e filologico per la ricostruzione della storia di molti piccoli centri.
Nella sua opera si coglie  appieno quanto scrisse di lui Gaetano Sborselli sulla Rivista Storica del Sannio:  "Alfonso Meomartini fu un carattere integro in tutto il senso della espressione; fu una mente vasta e acuta, un animo rigido. Non gli affiorò mai sulle labbra il complimento: spirito critico e severo". Fu infatti con sottile ironia che nel suo saggiò menzionò l'autore di una monografia su Apice, a suo avviso poco esauriente e ricca di inesattezze: «Giuseppe Racioppi, canonico di Apice, morto da non molti anni, scrisse nel 1847 una Storia di Apice, che poscia lasciò incompiuta, e fu bene».
Donò circa mille opere giuridiche della sua biblioteca al Regio Istituto Tecnico Luigi Palmeri di Benevento ed altrettanti testi all'Archivio Storico Provinciale nel 1916.

## Opere
- Alla illustrissima sottocommissione per la riduzione delle preture nel distretto della corte di appello di Napoli, provincia di Benevento, mandamento di Colle Sannita.
- Un'ultima parola in difesa delle congreghe di carità di Colle Sannita e Circello contro l'intendenza di finanza di Benevento (dopo il 1870).
- Pensieri e proposte sulla riforma comunale e provinciale di Benevento, Benevento 1885.
- Il guardasigilli Vincenzo Calenda e i suoi progetti di legge, Napoli 1895.
- Osservazioni sul progetto di legge sugli uffici di conciliazione, Napoli 1895.
- I comuni della provincia di Benevento, Benevento 1907.
- Regolamento organico dell'amministrazione provinciale Provincia di Benevento, 1913
- Relazione della deputazione provinciale sulla compilazione del nuovo regolamento organico per gli uffici provinciali, 1913